# Catedral de San Francisco de Asís (Metuchen)
La Catedral de San Francisco de Asís  (en inglés: St. Francis of Assisi Cathedral) Es una catedral católica situada en Metuchen, New Jersey, Estados Unidos. Es la sede de la Diócesis de Metuchen.
San Francisco comenzó como una pequeña iglesia de una misión construida en 1871 y dedicada a San José. La parroquia de San Francisco fue incorporada en esa misma iglesia el 26 de enero de 1878. un Incendio destruyó el edificio de la iglesia el 21 de diciembre de 1903. La segunda iglesia, también construida de madera, fue dedicada en diciembre de 1904. Columbia Hall fue construida en 1920.
La parroquia creció a más de 2.000 familias en 1960 y el pastor John J. Foley tenía planes para una nueva iglesia. Columbia Hall fue destruidoa en otro incendio en este momento y los planes fueron cambiados para incluir un pasillo para la parroquia y una escuela también. La rectoría se completó en junio de 1961 y el inicio de la nueva iglesia comenzó el 24 de julio del mismo año. Las misas se llevaron a cabo en varios lugares hasta que la Sala CYO se completó en diciembre de 1961. La iglesia actual se dedicó el 19 de mayo de 1963.
El 19 de noviembre de 1981 el Papa Juan Pablo II estableció la Diócesis de Metuchen. San Francisco fue elegida como catedral para la nueva diócesis.

## Véase también

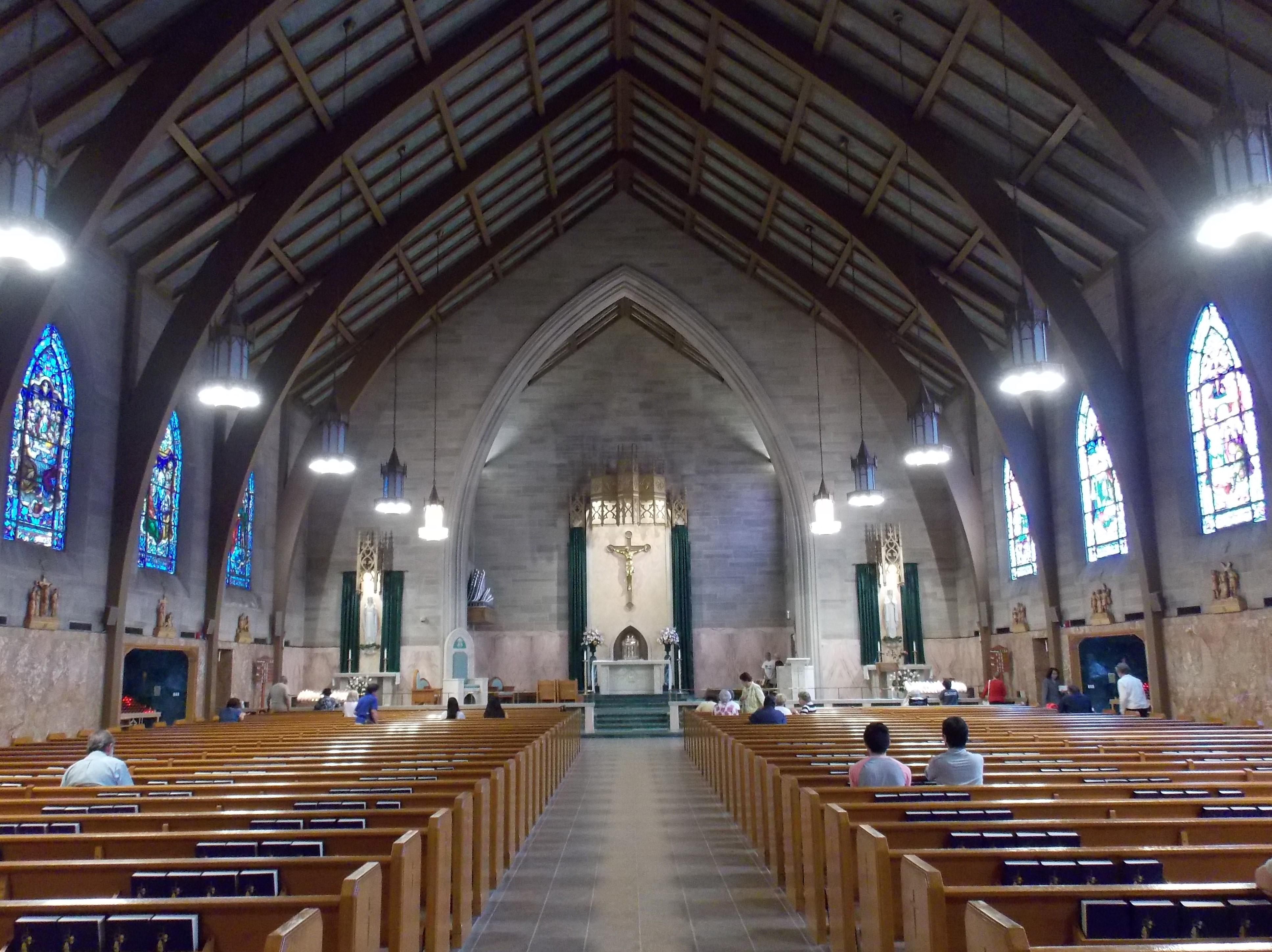
Vista interna